# Pseudeutreta quadrigutta
Pseudeutreta quadrigutta är en tvåvingeart som först beskrevs av Walker 1853.  Pseudeutreta quadrigutta ingår i släktet Pseudeutreta och familjen borrflugor. Inga underarter finns listade i Catalogue of Life.